# Municipalità locale di Modimolle
La municipalità locale di Modimolle (in inglese Modimolle Local Municipality) è stata una municipalità locale del Sudafrica appartenente alla municipalità distrettuale di Waterberg, nella provincia del Limpopo.
Nel 2016 è stata accorpata alla municipalità locale di Mookgopong per costituire la municipalità locale di Mookgopong/Modimolle.
Il suo territorio si estendeva su una superficie di 6.227 km² ed era suddiviso in 8 circoscrizioni elettorali (wards). Il suo codice di distretto era LIM365.

## Geografia fisica

### Confini
La municipalità locale di Modimolle confinava a nord e a ovest con quella di Lephalale, a nord e a est con quella di Mogalakwena, a sudest con quella di Mookgopong, a sud con quella di Bela-Bela e a ovest con quella di Thabazimbi.

### Città e comuni
- Alma
- Haakdoring
- Middelfontein
- Modimolle (ex Nylstroom)
- Nylstro
- Palala
- Phagameng
- Pohmagameng
- Vaalwater
- Vanalphensvlei
- Vier-en-Twintig Riviere

### Fiumi
- Andriesspruit
- Brakspruit
- Dwars
- Grootfonteinspruit
- Grootspruit
- Heuningspruit
- Klein - Sand
- Klein - Sandspruit
- Lephalala
- Matlabas
- Mmadikiri
- Mokamole
- Mokolo
- Nyl
- Rietbokvleispruit
- Sand
- Sandspruit
- Snyspruit
- Sterk
- Sterkstroom
- Tobiasspruit

### Dighe
- Donkerpoort Dam
- Doorndraai Dam
- Haaskloof Dam